# Skalniak żółtonogi
Skalniak żółtonogi (Petrogale xanthopus) – gatunek ssaka z podrodziny kangurów (Macropodinae) w obrębie rodziny kangurowatych (Macropodidae).

## Taksonomia
Gatunek po raz pierwszy zgodnie z zasadami nazewnictwa binominalnego opisał w 1855 roku angielski zoolog John Edward Gray nadając mu nazwę Petrogale xanthopus. Miejsce typowe to Góry Flindersa, Australia Południowa, Australia. Okaz typowy to: lektotyp – skóra i  czaszka dorosłego samca (sygnatura BMNH 55.1.12.1) z kolekcji Muzeum Historii Naturalnej w Londynie oraz paralektotyp – dorosła samica (sygnatura BMNH 55.1.12.2), oba okazy zebrane przez pana Starnge’a. Podgatunek celeris opisał formalnie w 1924 roku australijski zoolog Albert Sherbourne Le Souef jako odrębny gatunek i nadając mu nazwę Petrogale celeris. Miejsce typowe to Terachy Station, w pobliżu Adavale, obszar rzeki Bulloo, południowo-zachodni Queensland, Australia. Holotyp to skóra i czaszka prawie dorosłej samicy (sygnatura AM M.3219) z kolekcji Muzeum Australijskiego, zarejestrowana 31 października 1922 roku przez M. Tully’ego,
Rozpoznano dwa podgatunki.

### Etymologia
- Petrogale: gr. πετρα petra „skała”; γαλεή galeē lub γαλή galē „łasica”[16].
- xanthopus: gr. ξανθος xanthos „żółty”; πους pous, ποδος podos „stopa”[17].
- celeris: łac. celer, celeris „szybki, nagły”, od obsolete cello „naciskać do przodu”[18].

## Zasięg występowania
Skalniak żółtonogi występuje w zależności od podgatunku:
- P. xanthopus xanthopus – Góry Flindersa, Gawler Ranges i Olary Hills, Australia Południowa; Gap Range i Coturaundee Range, zachodnia Nowa Południowa Walia.
- P. xanthopus celeris – Gowan Range, Grey Range, Yangang Range i Macedon Range ograniczone do Adavale, Blackall i Stonehenge, południowo-zachodni Queensland.

## Morfologia
Długość ciała (bez ogona) 48–65 cm, długość ogona 57–70 cm; masa ciała 6–11 kg dla podgatunku xanthopus; długość ciała (bez ogona) 56–60 cm, długość ogona 56,5–67,5 cm; masa ciała 6–12 kg dla podgatunku celeris. Futro (sierść) o jaskrawym, popielatym kolorze z długim owłosieniem. Na policzkach biały pas, zaś tylna strona uszu jest umaszczona w kolorze żółtym. Na głowie, w jej tylnej części, między uszami zaczyna biegnąć ciemna pręga kończąca się w połowie długości ciała. Żółto zabarwione kończyny zakończone są brązowymi łapami. Od strony brzusznej sierść jest biała. Na całym odcinku ogona umiejscowione są brązowe i bladożółte pręgi (pasy). Dość długi ogon jest gęsto owłosiony. Zakończeniem ogona jest pęczek czarnych włosów.

## Ekologia

### Tryb życia
Prowadzi nocny tryb życia, w dzień spędza czas w rozmaitych jaskiniach, cienistych załomach skalnych. Jest roślinożercą, odżywia się głównie trawą oraz bylinami. Potrafi przez dłuższy okres obywać się bez wody. Wiedzie życie stadne. Zimą wygrzewa się na słońcu.

### Rozmnażanie
Samice osiągają dojrzałość płciową ok. 18−24 miesiąca życia, zaś samce po ok. 20 miesiącach. Ciąża trwa ok. 30−34 dni. Samica rodzi jedno młode, które przebywa w torbie ok. 250 dni. W niekorzystnych warunkach jest w stanie opóźnić rozwój zarodka.

## Zagrożenie
Gatunek klasyfikowany jest przez IUCN jako bliski zagrożenia (NT; ang. near threatened ‘bliski zagrożenia’).